# エドゥアルド・エンヒキ・ダ・シウヴァ
エドゥアルド・エンヒキ（Eduardo Henrique）ことエドゥアルド・エンヒキ・ダ・シウヴァ（ポルトガル語: Eduardo Henrique da Silva、1995年5月17日 - ）は、ブラジルのサッカー選手。スポルティングCP所属。ポジションはMF。

## クラブ歴
グアラニFCの下部組織に所属した。2012年1月21日にカンピオナート・パウリスタでプロ初出場。9月に翌年1月までの契約でサンパウロFCに移籍。レンタル契約満了後、グアラニへの帰還を拒否し3月に契約解除。
同年にコインブラECに加入し、期限付き移籍でアトレチコ・ミネイロに加入。2014年5月18日にカンピオナート・ブラジレイロ・セリエAで初出場。
2016年、SCインテルナシオナルに移籍。
2019年6月13日、スポルティング・クルーベ・デ・ポルトゥガルに移籍。

## 代表歴
2014年11月27日に2015 南米ユース選手権に向けたU-20代表に選出された。

## タイトル
アトレチコ・ミネイロ
- カンピオナート・ミネイロ: 2015, 2016
- コパ・ド・ブラジル: 2014
- レコパ・スダメリカーナ: 2014